# Conus yemenensis
Espèce
Conus yemenensis est une espèce de mollusques gastéropodes marins de la famille des Conidae.
Comme toutes les espèces du genre Conus, ces escargots sont prédateurs et venimeux. Ils sont capables de « piquer » les humains et doivent donc être manipulés avec précaution, voire pas du tout.

## Distribution
Cette espèce marine est présente dans le Golfe d'Aden.

## Taxonomie

### Publication originale
L'espèce Conus yemenensis a été décrite pour la première fois en 1997 par le malacologiste ukrainien Igor Petrovich Bondarev dans « World Shells »,.

### Synonymes
- Conus (Phasmoconus) yemenensis Bondarev, 1997 · appellation alternative
- Phasmoconus (Phasmoconus) yemenensis (Bondarev, 1997) · non accepté
- Phasmoconus yemenensis (Bondarev, 1997) · non accepté